# Cecil Thompson
Cecil Robert Thompson  (ur. 4 grudnia 1894 w Kimberley, zm. 16 marca 1973) - południowoafrykański as myśliwski okresu I wojny światowej. Odniósł 6 zwycięstw powietrznych.
Cecil Thompson przez około dwa lata służył w piechocie. W sierpniu 1917 roku został przeniesiony do Royal Flying Corps. Po przejściu szkolenia od kwietnia 1918 roku został przydzielony do jednostki No. 84 Squadron RAF działającej na froncie zachodnim  jako pilot samolotu Royal Aircraft Factory S.E.5.
Pierwsze zwycięstwo powietrzne odniósł nad 4 sierpnia 1918 roku nad niemieckim samolotem Albatros D.V w okolicach Warfusée-Abancourt. 4, 5 i 15 września zestrzelił niemieckie balony obserwacyjne.
Cecil Robert Thompson został odznaczony Distinguished Flying Cross.